# Housekeeping (IT)
Unter Housekeeping versteht man routinemäßige Tätigkeiten, deren Ziel es ist, die Funktion und Leistungsfähigkeit eines IT-Systems zu erhalten. Housekeeping findet anlassunabhängig und idealerweise ohne menschliches Eingreifen in regelmäßigen Abständen statt. Es unterscheidet sich darin maßgeblich von der Tätigkeit der Softwarewartung. Moderne Betriebssysteme bzw. Distributionen beinhalten stets eine Anzahl von Housekeeping-Tasks.

## Typische Tätigkeiten des Housekeeping
- Defragmentieren von Filesystemen und Fehlerprüfung
- Kürzen oder Löschen von Logfiles
- Löschen temporärer Dateien[1][2]